# Циклахена
Циклахена (лат. Cyclachaena) — монотипный род растений семейства Астровые (Asteraceae). Включает единственный вид: Циклахена дурнишниколистная (Cyclachaena xanthiifolia).

## Синонимы вида
- Cyclachaena pedicellata Rydb.
- Euphrosyne xanthiifolia (Fresen.) A.Gray
- Iva paniculata Nutt.
- Iva pedicellata (Rydb.) Cory
- Iva xanthiifolia Nutt.basionym

## Ботаническое описание
Однолетнее травянистое растение. Цветки в мелких корзинках, собранных в метельчатое соцветие. Краевые цветки в корзинке немногочисленные, с почти редуцированным околоцветником, женские; срединные — трубчато-колокольчатые, зеленовато-белые, обоеполые. Листья супротивные, сердцевидно-яйцевидые, по краям пильчато-зубчатые, сверху шероховатые от коротких щетинистых волосков, снизу сероватые от густого шелковисто-войлочного опушения, с черешками. Высота растения от 30 до 200 сантиметров. Стебель прямой, ребристый. Цветёт циклахена в июле-октябре, пыльца может вызывать аллергические реакции. Из-за указанной способности вызывать аллергические реакции, неспециалистами часто называется Амброзией, хотя весьма мало на неё похожа.

## Значение циклахены как сорного растения
Как и амброзия, циклахена быстро растёт и обедняет почву в культурных посевах, вызывая угнетение высеянных растений. Для уничтожения циклахены достаточно срезать растение под корень, но лучше выкорчёвывать растение с корнем.